# Сінний (Саратовська область)
Сінний (рос. Сенной) — робітниче селище у Вольському районі Саратовської області Російської Федерації.
Населення становить 5920 осіб. Належить до муніципального утворення Сінне муніципальне утворення.

## Історія
Населений пункт розташований у межах українського історичного та культурного регіону Жовтий Клин.
Від 23 липня 1928 року в складі Вольського округу Нижньо-Волзького краю. Орган місцевого самоврядування від 2004 року — Сінне муніципальне утворення.

## Населення
| 1959  | 1970  | 1979  | 1989  | 2002  | 2009  | 2010  |
| ----- | ----- | ----- | ----- | ----- | ----- | ----- |
| 3962  | ↗5208 | ↗5414 | ↗6329 | ↗7031 | ↗7033 | ↘6675 |
| 2011  | 2012  | 2013  | 2014  | 2015  | 2016  | 2017  |
| ↘6661 | ↘6584 | ↘6550 | ↗6551 | ↘6490 | ↘6487 | ↘6402 |
| 2018  | 2019  | 2020  |       |       |       |       |
| ↘6250 | ↘6103 | ↘6032 |       |       |       |       |